# 스티븐 보즈워스

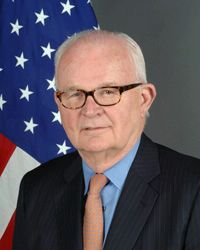
스티븐 보즈워스

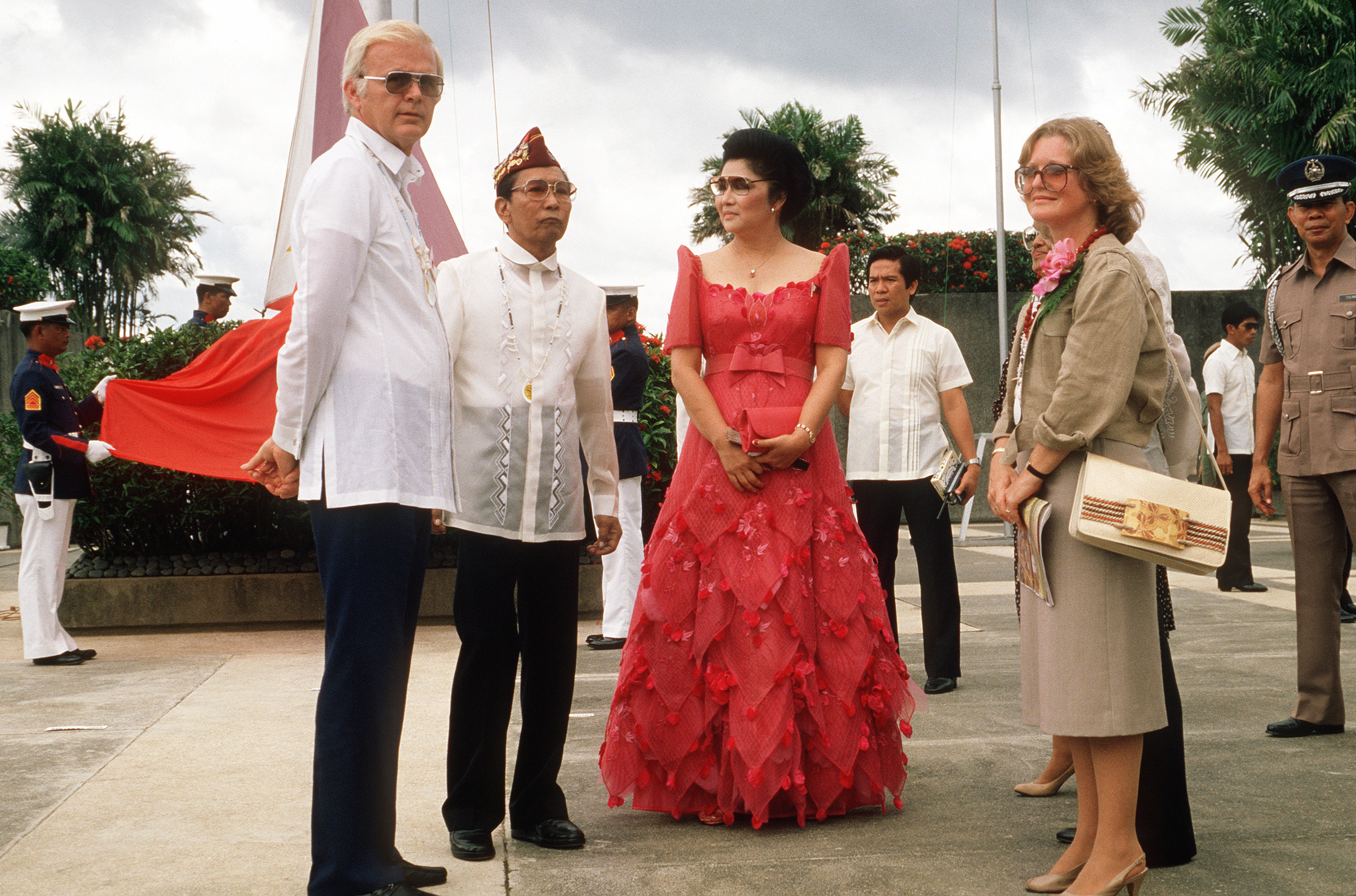
필리핀 마르코스 대통령 부부와 함께한 스티븐 보즈워스(왼쪽)와 그의 부인(오른쪽)

스티븐 워런 보즈워스(Stephen Warren Bosworth, 1939년 12월 4일 ~ 2016년 1월 3일)는 미국의 외교관이다. 대한민국 (1997년 ~ 2001년), 필리핀 (1984년 ~ 1987년), 튀니지 (1979년 ~ 1981년) 주재 미국 대사로 재임했었고, 현재 터프츠 대학교 플레처 스쿨의 학장이자 미 북한 정책 특별 대표로 재임중이다. 1987년 그는 그 해의 미국 외교 아카데미 외교관 상 수상자였다.
2009년 2월에 미국 국무장관 힐러리 클린턴은 보즈워스북한 정책을 위한 특별 대표로 명명했다.
대한민국 대사로 임명되기 전에 그는 한반도 에너지 개발기구 (1995년 ~ 1997년)의 사무총장이었다. KEDO로 오기 전에, 그는 미국 일본 재단 (United States Japan Foundation)의 수장이었다.
1984년 전에, 외무직 공무원 임명지는 그가 미국 국무부의 정책계획본부장, 미주사무 제1보좌관, 경제사무 보좌관으로 활동했던 곳인 파리, 마드리드, 파나마시티, 워싱턴 D.C.였다.
그는 현재 필리핀 대통령을 위한 국제 자문 위원회의 구성원이며 또한 국제직물그룹과 프랭클린 템플턴 인베스트먼츠의 위원회 회원이다. 그는 삼극위원회 (Trilateral Commission)의 회원이다.
이따금 그는 다양한 단과대학과 종합대학에서 가르치거나 감독직을 하곤 했다: 콜럼비아 대학교의 국제 공공 사무 학교 (1990년 ~ 1994년); 리노위츠 국제 연구 의장, 해밀턴 컬리지 (1993년); 다트머스 대학교 신탁 위원회 (1999년 ~ 2002년), 신탁 위원회장 (1996년 ~ 1999년).
그는 다트머스 대학교에서 학사(1961년)와 명예박사(1986년) 학위를 받았으며 조지워싱턴 대학교 대학원을 수료했다.

## 죽음
2016년 1월 4일, 매사추세츠주 보스턴에서 췌장암으로 인해 향년 76세를 일기로 사망하였다.

## 저서
- Abramowitz, Morton I.; Stephen W. Bosworth (2006). 《Chasing the Sun: Rethinking East Asian Policy Since 1992》. New York: Century Foundation. ISBN 978-0-87078-500-9.